# Carl Meurling (militär)
Carl Otto Sigvard Theodor Meurling, född den 9 november 1849 i Säby församling, Jönköpings län, död den 26 februari 1912 på Björnstorp, Gödelövs församling, Malmöhus län, var en svensk militär. Han var brorson till Claes Axel Meurling, far till Carl och Carl-Otto Meurling samt svärfar till Gabriel Hedengren.
Meurling blev underlöjtnant vid Andra livgrenadjärregementet 1870, löjtnant  1878, kapten där 1887 och major där 1895. Han befordrades till överstelöjtnant vid Jönköpings regemente 1900. Meurling beviljades avsked 1907 och blev överste i andra arméfördelningens reservbefäl samma år. Han blev riddare av Svärdsorden 1890. Meurling vilar på Klockrike kyrkogård.